# Ålänningens sång
Ålänningens sång är Ålands landskapssång. Den är skriven av John Grandell (1892–1960) och tonsatt av Johan Fridolf Hagfors. Sången sjöngs första gången i Stockholm av Ålandsföreningen och publicerades i Stockholms Dagblad. Det första framförandet på Åland var under sångfesten i Mariehamn år 1922.
På Åland sjungs den numera till exempel runt midsommarstängerna på midsommarafton och på Ålands självstyrelsedag 9 juni. Sången hade ursprungligen fyra verser men den tredje versen utelämnas sedan länge när sången sjungs och ofta när den återges i tryck.

## Landskapssång

### Text
| Svenskt original | Finsk översättning |
| --- | --- |
| I Landet med tusende öar och skär, danat ur havsvågors sköte. Åland, vårt Åland, vår hembygd det är. Dig går vår längtan till möte! Forngravars kummel i hängbjörkars skygd tälja din tusenårs saga. Aldrig förgäta vi fädernas bygd, vart vi i fjärrled än draga II Skönt är vårt Åland när fjärdar och sund blåna i vårljusa dagar, ljuvt är att vandra i skog och i lund, i strändernas blommande hagar. Midsommarstången mot aftonröd sky reses av villiga händer, ytterst i utskärens fiskareby ungdomen vårdkasar tänder III Skönt är vårt Åland när vågsvallet yr högt mot de mäktiga stupen när under stjärnhimlen kyrkfolket styr över de islagda djupen. Ryter än stormen, i stugornas ro spinnrocken sjunger sin visa minnet av barndomens hägnande bo sönerna lyckligast prisa sönerna lyckligast prisa. IV Aldrig har åländska kvinnor och män svikit sin stam och dess ära; ofärd oss hotat, men segervisst än frihetens arvsrätt vi bära. Högt skall det klinga, vårt svenska språk, tala med manande stämma, lysa vår väg som en flammande båk, visa var vi äro hemma | I Tuhannen saaren ja skerryn maa, Syntynyt syvältä aaltojen alta Ahvenanmaa, meidän Ahvenanmaa, kotimme se on Me kaipaamme tavata Muinaisia hautoja koivujen alla Kertoo tuhannen vuoden historiastamme Emme koskaan unohda isiemme maata Ei ole väliä minne menemme II Ihana on Ahvenanmaamme lahdilla ja salmilla Tule siniseksi kevään kirkkaina päivinä On ihana vaeltaa metsässä ja lehdessä Ranniememme kukkaisilla pelloilla. Juhannusauvasta illan punaiselle taivaalle Nostetaan halukkailla käsillä Kauimpana kalastajakylässä Nuoret sytyttävät majakat III Ihana on Ahvenanmaamme, kun aaltojen vaahto pyörii mahtavaa jyrää vasten Kun kirkon ihmiset ohjaavat tähtien alle Meren jäisten syvyyksien yli Jopa myrskyn pauhuessa mökkien rauhassa Pyörivän pyörän laulu lauletaan Muisto rakastavasta lapsuudesta on Pojat ylistivät onnellisesti IV Älä koskaan ole Ahvenanmaan naisia ja miehiä Heittäkää heimonsa kunnia alas Sodankäynti uhkasi meitä, mutta voitollisesti Meillä on vapauden perintö Äänekkäästi se kuulostaa, ruotsin kielemme Kutsuvalla äänellä puhuttu Valaise polkumme kuin liekkien merkintä Näytä meille, mihin kuulumme |

## Övrigt
Som en alternativ landskapssång har ibland framhållits Visa till Åland (ofta felaktigt benämnd Vad du är rik min hembygdsö efter sin inledningsrad) med text av Erika Lindström och musik av Otto Andersson.